# Petroniusz Maksymus
Petroniusz Maksymus (Flavius Anicius Petronius Maximus Augustus; ur. ok. 396, zm. 31 maja 455) – rzymski polityk (m.in. za rządów cesarza Honoriusza był zarządcą skarbca państwowego, dwukrotnie sprawował funkcję konsula – w latach 433 i 443, został również przewodniczącym senatu), oraz cesarz zachodniorzymski od 17 marca do 31 maja 455.
Około 411 jako piętnastoletni chłopiec został pretorem. Kilka lat później około 415 w wieku osiemnastu lat został trybunem i notariuszem (tribunus et notarius). Jako dwudziestolatek pełnił urząd komesa świętej szczodrobliwości (comes sacrarum largitionum) od ok. 416 do 419 i zajmował się cesarskim skarbcem. Następnie dwukrotnie był prefektem Rzymu (Praefectus urbi Romae) w okresie między 420 a 439 (styczeń/luty 420–sierpień/wrzesień 421 oraz przez jakiś czas przed 439). Sprawując ten urząd odnowił bazylikę św. Piotra. Zbudował też nowe forum na wzgórzu Celius między via Labicana a bazyliką św. Klemensa. Dwukrotnie był konsulem w 433 i 443. W latach 439–441 piastował urząd prefekta pretorium Italii (praefectus praetorio Italiae). W 445 otrzymał tytuł patrycjusza.
Ten bogaty i wpływowy senator rzymski najwyższą władzę uzyskał po śmierci Walentyniana III. Według Prokopiusza Maksymus spiskował przeciwko niemu i to z jego namowy w marcu 455 dwaj Hunowie Optyla i Traustyla byli żołnierze Aecjusza zabili cesarza, tak jak pół roku wcześniej brał udział w spisku przeciw Aecjuszowi.
Maksymus mianował wiosną 455 Awitusa dowódcą obu rodzajów wojsk zachodniorzymskich w Galii (magister utriusque militiae in praesenti). Jego zadaniem było przeciwstawienie się zagrażającym Galii Alamanom, Frankom i Sasom. Nominacja ta miała też zjednać przychylność arystokracji galijskiej oraz byłych stronników Aecjusza.
Nowy władca poślubił wdowę po Walentynianie, Licynię Eudoksję, a jego syn Palladiusz – córkę Eudokię. To kontrowersyjne posunięcie, które miało w zamierzeniu Maksymusa umocnić jego władzę, stało się przyczyną jego upadku. Ręka Eudokii była bowiem wcześniej obiecana Hunerykowi, synowi króla Wandalów – Genzeryka.
Barbarzyński władca otrzymał w ten sposób wygodny pretekst do interwencji. Flota Wandalów pod jego osobistym przywództwem wylądowała u ujścia Tybru pod koniec maja 455 i ruszyła na Rzym. Wieść o tym wydarzeniu wywołała panikę. Petroniusz Maksymus opuszczony przez swój dwór usiłował 31 maja 455 konno wydostać się z miasta. Gdy był już niedaleko miejskiej bramy, został rozpoznany przez tłum uciekających mieszkańców, którzy obwiniając go o sprowokowanie Wandalów obrzucili go kamieniami. Gdy cesarz spadł z konia, został rozszarpany na strzępy przez tłum, a jego zwłoki wrzucono do Tybru.
Maksymus rządził jedynie przez 2 miesiące, a jego następcą został Awitus.